# Dirac-Kähler-Gleichung
Die Dirac–Kähler-Gleichung (auch Ivanenko–Landau–Kähler-Gleichung) ist eine geometrische Formulierung der Dirac-Gleichung auf pseudo-riemannschen Mannigfaltigkeiten mithilfe des Laplace–de Rham-Operators. Die Gleichung wurde von Dmitri Ivanenko und Lew Landau im Jahr 1928 entdeckt, Erich Kähler entdeckte sie erneut im Jahr 1962.

## Konstruktion
Sei {\displaystyle M} eine {\displaystyle n}-dimensionale glatte Mannigfaltigkeit. Das Differential {\displaystyle \mathrm {d} \colon \Omega ^{k}(M)\rightarrow \Omega ^{k+1}(M)} erhöht den Grad einer Differentialform und das adjungierte Differential {\displaystyle \delta \colon \Omega ^{k}(M)\rightarrow \Omega ^{k-1}(M)} verringert den Grad einer Differentialform. Der Laplace–de-Rham-Operator:
{\displaystyle \Delta =\mathrm {d} \delta +\delta \mathrm {d} \colon \Omega ^{k}(M)\rightarrow \Omega ^{k}(M)}
erhält daher den Grad einer Differentialform. Mit den Komplexitätsbedingungen {\displaystyle \mathrm {d} ^{2}=\delta ^{2}=0} ergeben sich die Zusammenhänge {\displaystyle (\mathrm {d} \pm \delta )^{2}=\pm \Delta }, wodurch Dirac-Operatoren ähnlich wie bei der Konstruktion der Dirac-Gleichung existieren, sodass deren Quadrat der Laplace–de-Rham-Operator ist. Diese können jedoch nicht mehr auf den Vektorräumen von Differentialformen eines einzigen Grades definiert werden kann, daher ist der Übergang auf die direkte Summe:
{\displaystyle \Omega (M)=\bigoplus _{k=0}^{n}\Omega ^{k}(M)}
notwendig. Einer dieser Dirac-Operatoren ist der Dirac–Kähler-Operator:
{\displaystyle \mathrm {d} -\delta \colon \Omega (M)\rightarrow \Omega (M).}
Für ein Skalar {\displaystyle m\in \mathbb {R} } und eine Differentialform {\displaystyle \omega \in \Omega ^{k}(M)} ist die Dirac–Kähler-Gleichung gegeben durch:
{\displaystyle (\mathrm {d} -\delta +m)\omega =0.}
Diese besteht aus {\displaystyle n+3} miteinander gekoppelten Differentialgleichungen für {\displaystyle n+1} Differentialformen. Für {\displaystyle \textstyle \omega =\sum _{k=0}^{n}\omega _{k}} mit {\displaystyle \omega _{k}\in \Omega ^{k}(M)}sind diese gegeben durch:
{\displaystyle \mathrm {d} \omega _{k-1}-\delta \omega _{k+1}+m\omega _{k}=0}
für {\displaystyle k=-1,0,\ldots ,n,n+1}. Für die Randfälle {\displaystyle k=-1} und {\displaystyle k=n+1} ergeben sich dabei jeweils {\displaystyle \mathrm {d} \omega _{n}=0} und {\displaystyle \delta \omega _{0}=0}, was sowieso aus Gradgründen gelten muss, da es keine {\displaystyle -1}- und {\displaystyle n+1}-Formen auf {\displaystyle M} gibt. Dadurch gibt es tatsächlich nur {\displaystyle n+1} miteinander gekoppelte Differentialgleichungen für {\displaystyle n+1} Differentialformen. Für {\displaystyle k=0} und {\displaystyle k=n} ergibt sich:
{\displaystyle -\delta \omega _{1}+m\omega _{0}=0}
{\displaystyle \mathrm {d} \omega _{n-1}+m\omega _{n}=0.}
Durch Anwendung von {\displaystyle \mathrm {d} -\delta -m} auf die Dirac–Kähler-Gleichung wird diese zur Klein–Gordon-Gleichung {\displaystyle (\Delta +m^{2})\omega =0}, bei welcher die einzelnen Differentialgleichungen entkoppeln und daher jede einzelne Differentialform {\displaystyle \omega _{k}} mit {\displaystyle (\Delta ^{2}+m^{2})\omega _{k}=0}die Klein–Gordon-Gleichung erfüllt. Würde für die Dirac–Kähler-Gleichung stattdessen der Operator {\displaystyle \mathrm {d} +\delta } verwendet werden, würden diese stattdessen {\displaystyle (\Delta -m^{2})\omega =0} erfüllen.